# Quebrada Jazpampa
Quebrada Jazpampa är ett periodiskt vattendrag i Chile.   Det ligger i regionen Región de Tarapacá, i den norra delen av landet, 1 500 km norr om huvudstaden Santiago de Chile.
Omgivningen kring Quebrada Jazpampa är ofruktbar med liten eller ingen växtlighet och området är nästan obefolkat, med mindre än två invånare per kvadratkilometer.